# Experimental Brain Research
Experimental Brain Research è una rivista scientifica sottoposta a revisione paritaria, che si occupa di ricerca nel campo delle scienze neurologiche. 
Fondata nel 1966, è pubblicata dalla Springer Science+Business Media.
La rivista pubblica contributi originali su vari aspetti della ricerca sperimentale del sistema nervoso centrale e periferico, inclusele seguenti aree tematiche: i meccanismi neurofisiologici alla base delle funzioni sensoriali, motorie e cognitive negli individui sani e affetti da patologie, nonché gli approcci neuroscientifici allo sviluppo, cellulari, molecolari, computazionali e traslazionali.
La rivista normalmente non prende in considerazione manoscritti che hanno un focus specifico sulla farmacologia o sull'azione di specifiche sostanze naturali sul sistema nervoso.
Secondo il Journal Citation Reports, nel 2020 la rivista ha ricevuto un fattore di impatto quinquennale pari a 2,166.
Al 2024 presenta un indice H pari a 188.